# Geschiedenis van de ontdekkingsreizen in Tibet

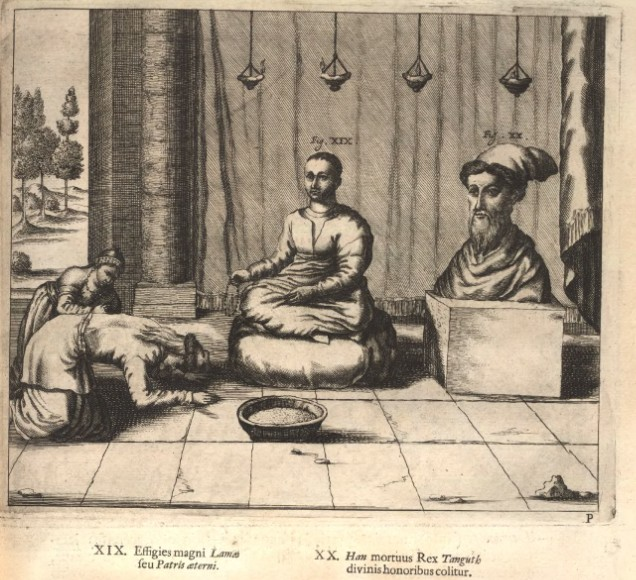
De gravure Grote Lama of Eeuwige Vader
Uit: China illustrata d'Athanasius Kircher (Amsterdam, 1667)

De geschiedenis van de ontdekkingsreizen in Tibet begint mogelijk in de eerste helft van de 14e eeuw met het bezoek van de franciscaner monnik Odoric van Pordenone aan Lhasa. Veel van de Europeanen die Tibet tot de 20e eeuw aandeden waren missionarissen en zendelingen die het doel hadden er een evangelisatiepost te vestigen.
In de laatste eeuwen van het 2e millennium kwamen daar ook steeds meer ontdekkingsreizigers bij, ondanks het feit dat het land zich afsloot voor buitenlanders sinds het midden van de 18e eeuw. Onder de ontdekkingsreizigers bevonden zich wetenschappers, geografen, soldaten en mystici.

## Mythevorming rondom Tibetaanse christenen

### Eind 8e eeuw
De brieven van Timoteüs I, patriarch van Bagdad en hoofd van de Assyrische Kerk van het Oosten van 779 tot 823, zijn de eerste duidelijke bewijzen van de aanwezigheid van christelijke missies in Tibet en overlappen de regeringen van drie grote, boeddhistische keizers Trisong Detsen, Sadnaleg en Tri Ralpachen.
De brieven van de patriarch van de Assyrische Kerk bevatten verschillende verwijzingen naar Tibet. In een brief geeft hij een lijst van de landen waar Trisagion, een van de oudste christelijke gebeden wordt gereciteerd. In deze lijst wordt Tibet ook genoemd. In een andere brief vertelt Timoteüs dat hij kort ervoor een aartsbisschop voor de Turken heeft aangesteld en hij hetzelfde van plan is voor de Tibetanen. Beide verwijzingen komen uit de jaren 790, tijdens Trisong Detsens regering. Ook is er tussen de manuscripten van Dunhuang een schilderij gevonden die door een Chinees kunstenaar is geschilderd die gedateerd wordt in de 9e eeuw, kort nadat Dunhuang Tibetaans grondgebied werd.

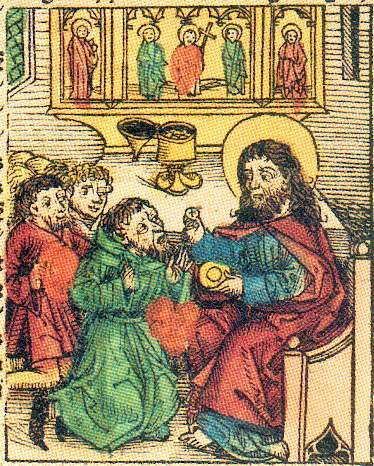
Pape Jan in de wereldkroniek van Hartmann Schedel (1493)

### Pape Jan
De eerste duurzame ontmoeting tussen het westen en Tibet was gebaseerd op de mythes dat de Tibetanen christenen waren als nakomelingen van de Nestorianen, volgelingen van de mythische Pape Jan of misschien zelfs inwoners van het aardse paradijs. Wanneer het gerucht over de Tibetaanse christenen niet was rondgegaan, zou Tibet volgens tibetoloog Martin Brauen niet zo vroeg door missionarissen zijn bezocht en zou de regio langer een witte vlek op de kaart zijn gebleven.
Een Europeaan die nog twintig jaar voor Marco Polo langs de grenzen van Tibet trok op reis naar Mongolië, was de Vlaming Willem van Rubroeck. Hij deed dit in opdracht van de Franse koning Lodewijk IX om te onderzoeken of er een christelijke koning over dit gebied heerste. Zijn reis begon op 7 mei 1253 en hij kwam in december dat jaar aan bij de Mongoolse keizer Möngke Khan in diens kamp op Kirgiezisch gebied. Een jaar lang bleef hij in de Mongoolse hoofdstad Karakorum.

## Eerste Europeanen

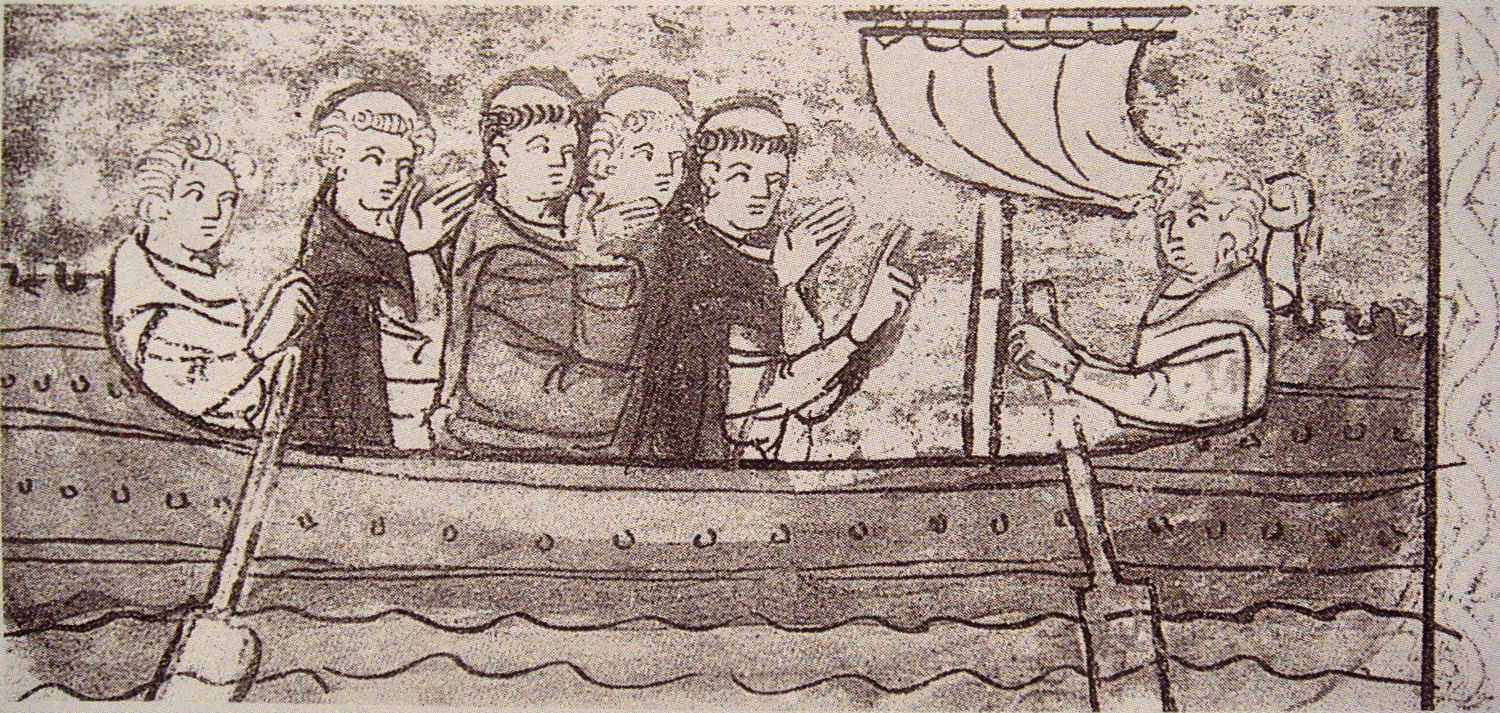
'Vertrek van Odoric van Pordenone in de 14e eeuw

De eerste Europeaan die Tibet bereikte, zou de Italiaans geestelijke Odoric van Pordenone kunnen zijn geweest.
Pordenone keerde 1331 terug uit China en zou via land door Azië zijn teruggereisd. Een van de mogelijkheden die hij hierbij had, was een terugkeer via Tibet is gereisd, waarbij hij ook Lhasa kan hebben bezocht. Of dit ook werkelijk het geval is geweest, is niet bekend.
Uit het Indisch Mogolrijk zond keizer Akbar de Grote in 1580 een expeditie naar Tibet uit, om de bron te onderzoeken van de Ganges
De eerste Europeanen waarvan vaststaat dat ze in Tibet aankwamen, ondernamen deze reis vanwege een mythe, namelijk dat Tibetanen christenen waren. Dit is af te leiden uit het volgende citaat van de jezuïet António de Andrade, waarin hij motiveerde waarom hij en zijn reisgenoot Manuel Marques afreisden naar het koninkrijk Guge in West-Tibet.
Ik zou graag willen vaststellen of het waar is, wat ik heb gehoord, dat hij - de koning van het westerse koninkrijk Guge - en zijn onderdanen zijn verbonden met Christus en de ware wet van God. Maar zou dat niet waar zijn, moge ik de fouten onjuistheden en fouten in zijn geloof uitwissen ... Hij zou de mogelijkheid moeten aanschouwen dat hem nu wordt geboden door Gods wil. Dit zou een gratie betekenen die zijn voorvaders eeuwenlang niet hebben gehad. Hij zou zichzelf deze gratie waardig willen tonen.— António de Andrade

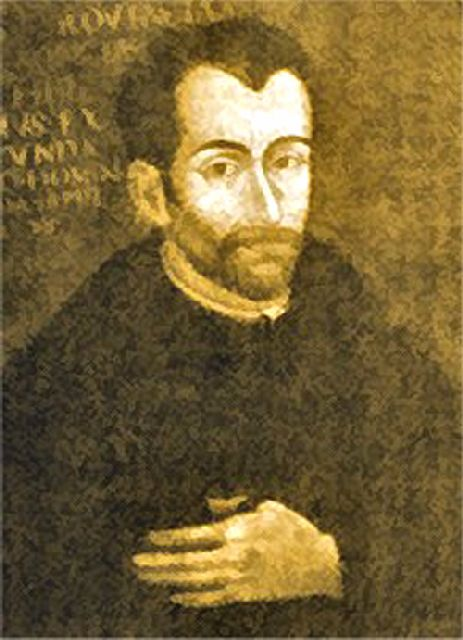
António de Andrade

Uit een document in archieven van de Sociëteit van Jezus (Jezuïeten) komt naar voren, dat de motivatie van Andrade mede voortkwam uit de Bijbelse voorspelling in Jesaja 18:7, waarin staat dat mensen die de apocalyps zouden overleven, op een berg woonden. In het betreffende vers beschreef Jesaja echter de berg Zion in Israël, waardoor het onduidelijk is waarom Andrade het in verband bracht met de Himalaya.
Andrade stond in die tijd aan de hoofd van de missie van jezuïeten in het Patriarchaat Oost-Indië. Tijdens hun reis naar Tibet werden hij Marques vriendelijk ontvangen door de soeverein van Guge in 1624. Op zijn terugreis werd Andrade toegestaan een kerk te bouwen. Andrade was in zijn verslagen gemengd positief en negatief, waar Nuño Coresma tien jaar later ronduit negatief over de Tibetanen was. In de verslagen van Andrade zit de tegenstelling dat het een vredelievend volk is dat houdt van het gevecht. In een ander verslag noemt hij het een moedig volk dat ervaren is in oorlogsvoering. In werkelijkheid lag de koning van Guge in die tijd continu in oorlog met legers uit het zuiden (Garhwal, huidig Uttarakhand) en het westen (Ladakh). Een deel van zijn onsamenhangende beeld wordt verklaard uit de zelfcensuur in zijn verslagen, bevooroordeeldheid, matige begrip van het Tibetaans en zijn poging de vreemde Tibetanen te begrijpen. De mythe van de vredelievendheid van de Tibetanen is sindsdien echter blijven voortbestaan tot in de 21e eeuw.
Nuño Coresma ondernam de reis in 1635 samen met Manuel Marques. waarbij zij een grotere vijandigheid ontmoetten. Ze werden in hun huis gevangen gehouden en erna het land uitgezet.

## Berichten over Shambhala
De eerste berichten in het Westen over het mystieke land Shambhala kwamen van de Portugese João Cabral en Estêvão Cacella die het schreven als "Xembala". Ze dachten dat het een andere naam was voor Cathay, de naam die Marco Polo aan China gaf. In 1627 vertrokken ze naar Tashilhunpo in Shigatse.
In de 18e eeuw kwamen er meer jezuïeten en kapucijnen uit Europa die steeds meer tegenstand ondervonden van de Tibetaanse lama's totdat ze uiteindelijk uitgezet werden in 1745.
Niet alle Europeanen werden in die tijd verbannen. Zo bezocht de Engelse edelman George Bogle in 1774 Shigatse om te onderzoeken of er handel mogelijk was voor de Britse Oost-Indische Compagnie. Hij werd toen niet alleen vriendelijk ontvangen door de zesde pänchen lama in Tashilhunpo, maar hij trouwde ook een Tibetaanse vrouw en hij introduceerde het eerste aardappelgewas hier.

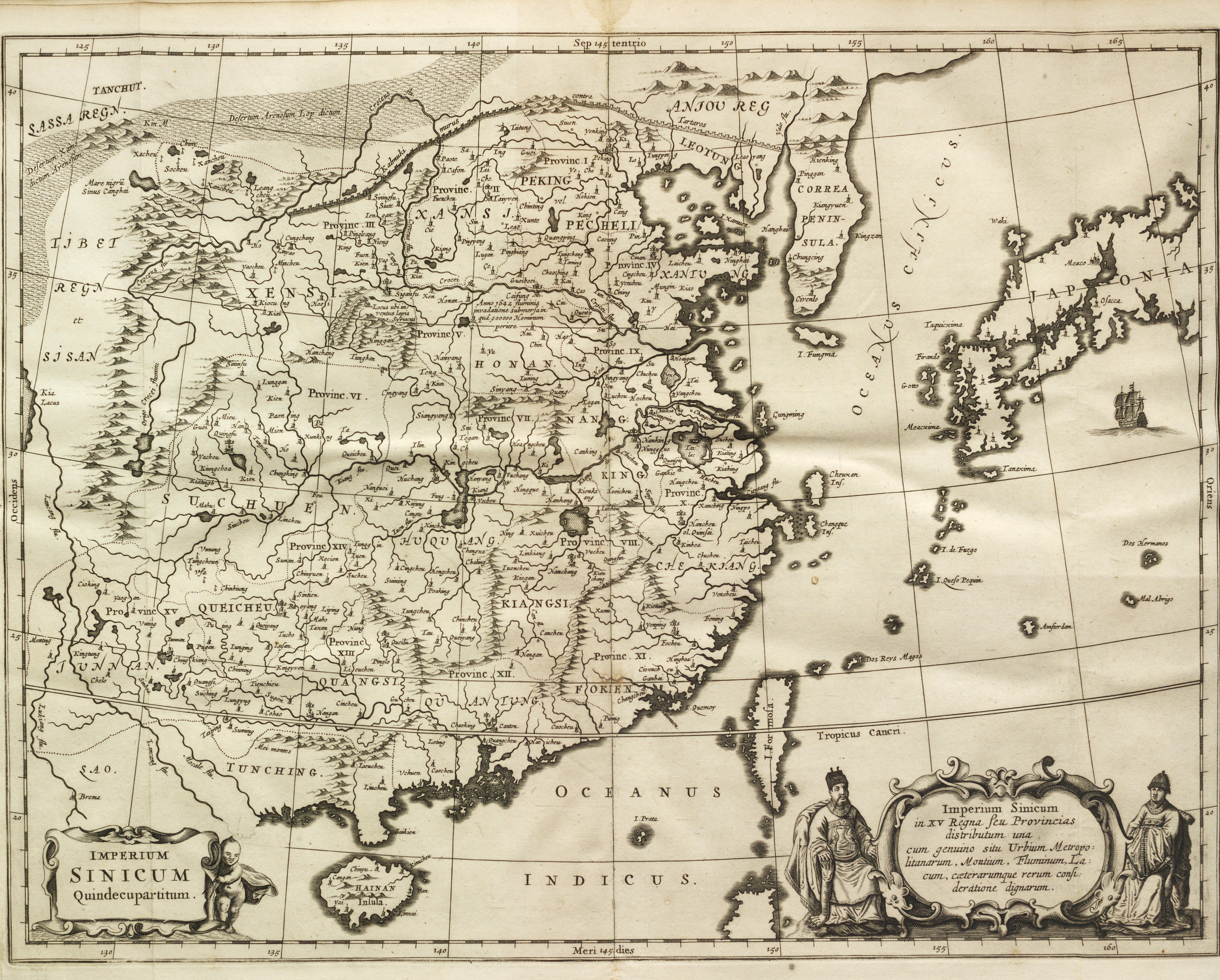
China Illustrata (1667)
van Athanasius Kircher

De eerste verslagen die bezoekers uit Tibet meebrachten, begonnen pas op te komen in de 18e eeuw. Wat vooral opviel, was de eerbied die men in Tibet schonk rondom de persoon van de dalai lama. Zo beschreef Jean-François de La Harpe in zijn werk Abrégé de l'histoire générale de voyages in 1820 hoe de uitwerpselen en urine van de dalai lama voor heilig werden gehouden en door dienaren als geneesmiddel werden gebruikt. Évariste Huc, katholiek missionaris in dit gebied tussen 1844 en 1846, sprak dit tegen en noemde het een belachelijke legende, een uitspraak echter waarbij er wel enige druk op hem uitgeoefend werd. In China Illustrata uit 1667 haalt Athanasius Kircher en verwijst daarbij naar de reis van een maand die Johann Grueber en Albert Dorville maakten naar Lhasa in 1661

## 19e eeuw
In de 19e eeuw werd de situatie voor buitenlanders in Tibet gevaarlijker. Het Britse Rijk drong zich op vanuit Noord-India naar de Himalaya en Afghanistan toe en het Keizerrijk Rusland breidde zich uit in Centraal-Azië. Beide machten werden argwanend over de intenties van de ander in Tibet, een land waarvan zij beide niet veel afwisten. China, dat Tibet claimde als een protectoraat wakkerde de angst van Tibet aan dat buitenlanders een bedreiging waren voor de goudvelden en de gevestigde religie, het Tibetaans boeddhisme.
Tegen de jaren 1850 had Tibet alle buitenlanders het land uitgezet en de grenzen voor iedereen gesloten, behalve voor de Chinezen. Elke Tibetaan die een buitenlander hielp, moest het ontgelden met verminking, marteling of de dood.

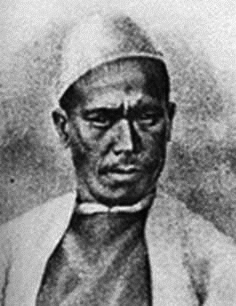
Nain Singh

In 1865 begon het Verenigd Koninkrijk Tibet in het geheim in kaart te brengen. Getrainde Indische landmeterspionnen gingen verkleed als pelgrim of handelaar en telden hun stappen op hun reizen door Tibet, zodat ze kaarten konden samenstellen. Nain Singh was bekend om zijn berekeningen van de afmetingen en hoogte van Lhasa en trok langs de rivier Yarlung Tsangpo westwaarts zonder te worden ontdekt.

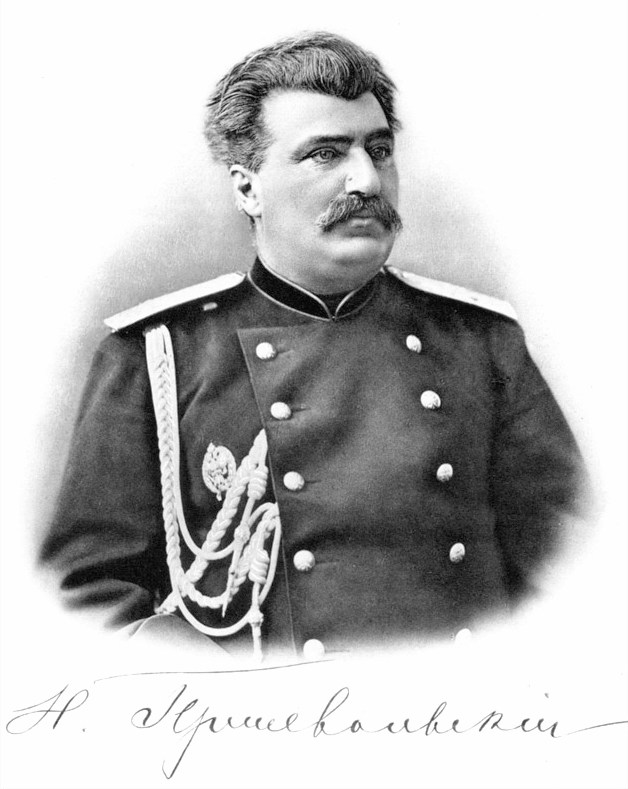
Nikolaj Przewalski

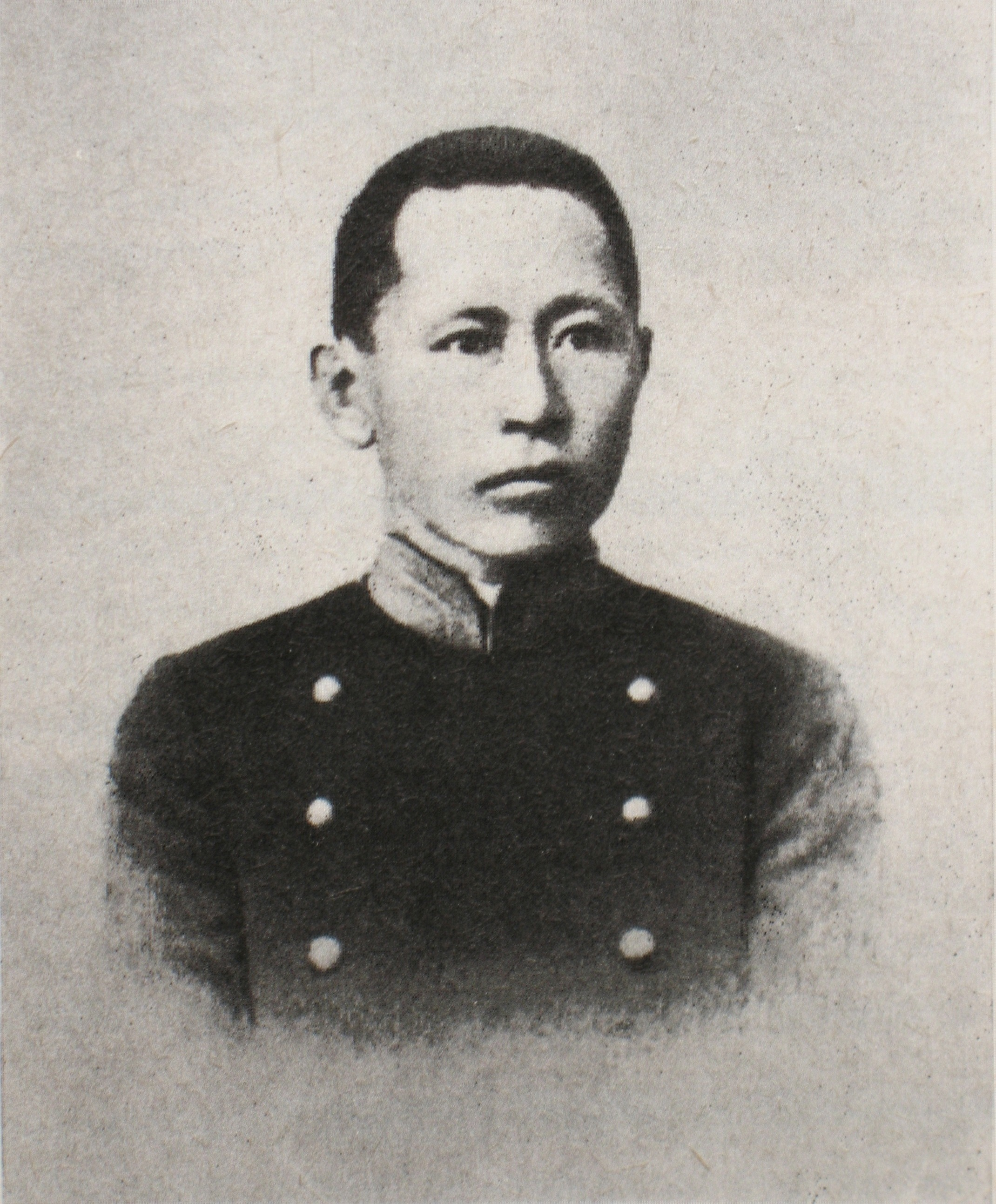
Gombojab Tsybikov

In 1872 kwam kolonel Nikolaj Przewalski van het Russische leger Tibet vanuit het noorden binnen en verzamelde veel wetenschappelijke informatie. Hij bereikte Lhasa echter nooit in de drie pogingen die hij op het Tibetaans Hoogland deed.
In de laatste drie decennia van de 19e eeuw probeerden velen vergeefs de hoogvlakte door te trekken en er kwamen veel verhalen binnen in Europa over grote fysieke ontberingen, zware weersomstandigheden, lawines, bandieten en monniken die onderzoekingsreizigers terug naar de Indische grens begeleidden.
In 1889 probeerde William Rockhill als eerste Amerikaan Lhasa te bereiken. Hij was een diplomaat in Peking en sprak Tibetaans en Chinees. Verkleed als een Mongool strandde hij echter in het onherbergzame plateau omdat zijn gidsen hem in de steek lieten. In 1891 probeerde hij het nogmaals en werd onderschept op 177 km van Lhasa en het land uitgezet. Toch heeft hij op zijn reizen nog veel informatie kunnen verzamelen over Tibet.
In 1892 werd Annie Taylor op drie dagen reizen voor Lhasa onderschept. Na een smeekbede aan de Tibetaanse rechter haar te laten leven als ze terugging, werd ze gespaard en uitgezet.

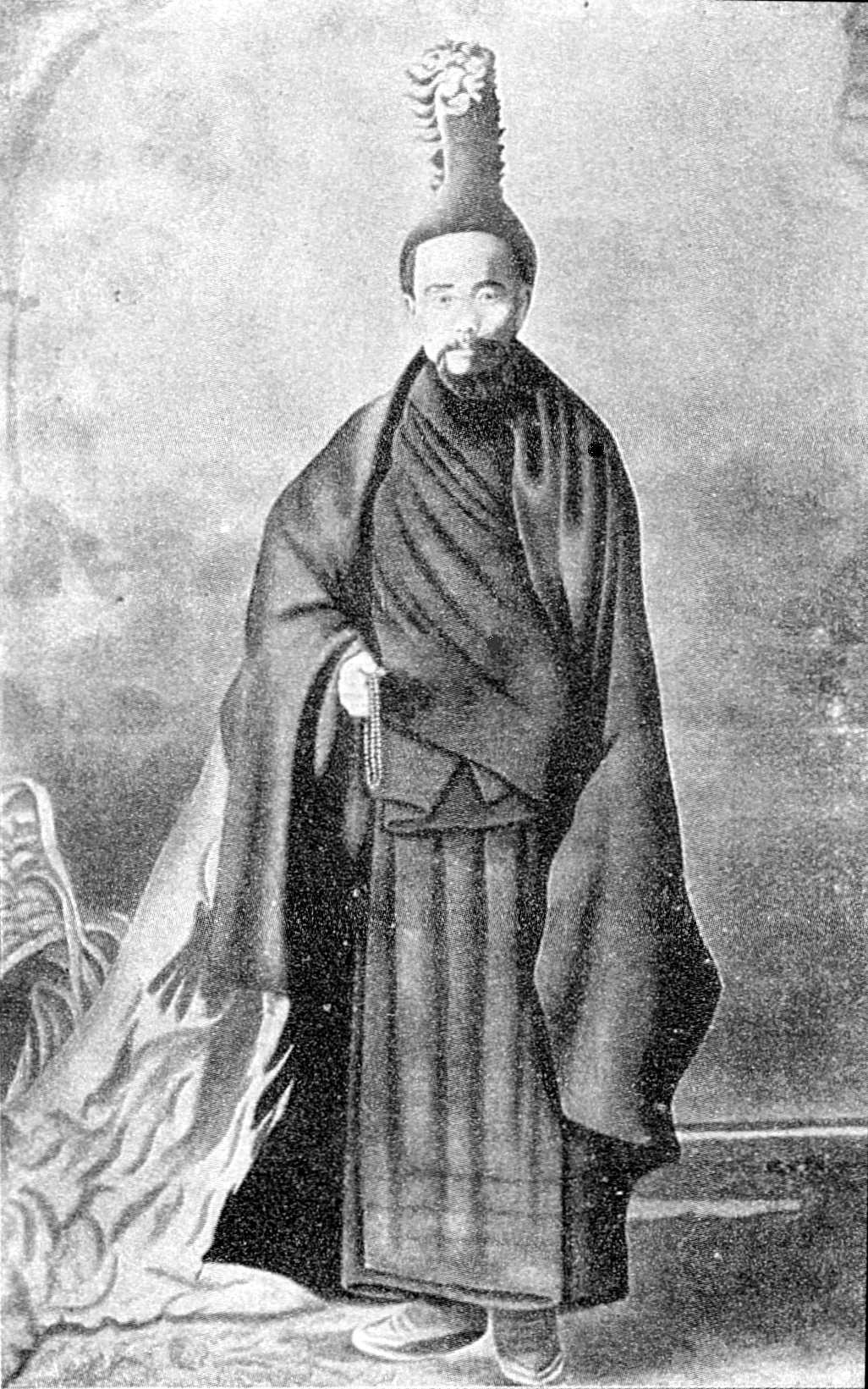
Ekai Kawaguchi

In 1895 vertrok George Littledale met zijn vrouw en een neef naar Lhasa vanuit Noord-India. Ze reisden 's nachts om ontdekking te voorkomen. Zij geraakten tot op 49 km afstand van Lhasa en werden daar door 500 bewapende Tibetanen gestopt.
In 1899 lukte het de Japanse ontdekkingsreiziger en zenmonnik Ekai Kawaguchi wel om met de instructies van Sarat Chandra Das Lhasa te bereiken. Hij was verkleed als een Chinese monnik en bleef langere tijd in Lhasa waar hij de dertiende dalai lama Thubten Gyatso bijstond als therapeut.
Enkele maanden later, in 1900 bereikten de Russen Gombojab Tsybikov en Ovsje Norzoenov, verkleed als Mongoolse pelgrims, de hoofdstad met behulp van de aantekeningen van Nain Singh. Zij waren de eersten die Lhasa op foto vastlegden. Ze stuurden de foto's op naar National Geographic Magazine, waarin een groot aantal door toeval werden geplaatst in de editie van januari 1905. De publicatie van de foto's betekende de belangrijkste omslag voor het magazine in de honderd jaar erop, waar in het vervolg nadrukkelijk meer plaats kwam voor artikelen over onbekende gebieden die begeleid werden met fotoreportages. Hun aanwezigheid versterkte wel aanzienlijk de Engelse argwaan dat de Russen Tibet tot hun invloedssfeer wilden brengen.

## Britse Veldtocht in Tibet

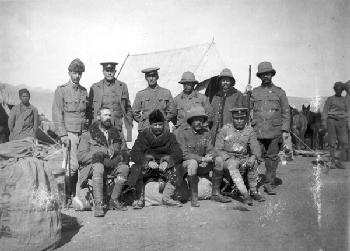
Francis Younghusbands troepen

Tijdens de Britse Veldtocht in Tibet voerde het Brits-Indische leger een invasie uit in Tibet tussen 1903 en 1904. Het doel was te voorkomen dat het Keizerrijk Rusland zich zou mengen in Tibetaanse zaken, waarover geruchten de ronde deden.
De Britten wilden dit bereiken door het winnen van vaste voet in Tibet, zoals dat op een vergelijkbare manier was uitgevoerd in andere staten rondom Brits-Indië, zoals Afghanistan twintig jaar eerder. Het bevel over de Britse troepen lag in handen van brigadier J. R. Macdonald en majoor Francis Younghusband
Ondanks het feit dat de Britten snel en succesvol waren in het bereiken van hun militaire doelen, was de invasie politiek gezien erg onpopulair bij het thuisfront in het Verenigd Koninkrijk. De effecten op Tibet waren, behalve slachtoffers en economische ontwrichting, minimaal en veranderingen hielden niet lang stand.

## Andere Europeanen in Tibet begin 20e eeuw

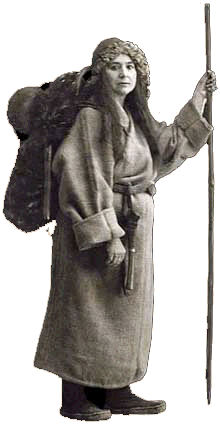
Alexandra David-Néel

Ontdekkingsreizigers bleven pogingen ondernemen het Tibetaans Hoogland over te steken, zoals de Zweed Sven Hedin die tweemaal een reis maakte, van 1893-7 en 1899-1902, waarin hij West- en Zuid-Tibet in kaart bracht, dit tot ongenoegen van de Britten.
De Française Alexandra David-Neel, een studente boeddhisme en mystiek, bereikte Shigatse. Ze werd daar ingewijd door de negende pänchen lama. Toen ze aan het begin van de jaren 1920 al 53 jaar oud was, vertrok ze naar Lhasa en bereikte ze de stad, verkleed als bedelaar.
Brigadier-Generaal George Pereira liep van Peking naar Lhasa en beschreef als eerste het massief Amne Machin in 1921-2. Zijn tijdschriften werden bewerkt door Francis Younghusband.
De Italiaanse archeoloog Giuseppe Tucci begon in 1927 een 20-jarige studie over Tibet, waarbij hij duizenden kilometers te voet aflegde om enkele werken te schrijven die tot de meest bepalende Europese boeken zouden gaan behoren over de Tibetaanse religies en cultuur.

## Tweede Wereldoorlog
Bij aanvang van de Tweede Wereldoorlog werd er een Japanse expeditie naar Tibet ondernomen door Jinzo Nomoto, uit Kagoshima. Hij was in dienst van de Japanse veiligheidsdienst (Genyosha) en viel onder het hoofdkwartier van het Kanto-leger.
In dezelfde tijd vond er een Duitse expeditie naar Tibet plaats die door de SS werd uitgevoerd. De expeditie stond onder leiding van Ernst Schäfer, lid van de nazi-Duitse denktank Ahnenerbe. Leden van de expeditie keerden terug met een complete editie van de Tibetaanse heilige kangyur-teksten (108 delen), voorbeelden van mandala, andere oude teksten en een document waarvan werd gezegd dat het het arische ras zou betreffen. Deze documenten werden in de Ahnenerbe-archieven in de bunker van de Reichstag bewaard door Hitler en Himmler.
Een van de expeditieleden was de Oostenrijkse bergbeklimmer, Heinrich Harrer. In augustus 1939 wachtte hij op instructies om terug te gaan naar Nanga Parbat, een van de hoogste bergen in India. Hij en zijn groep werden gevangengenomen door het Britse leger en Harrer wist na enkele pogingen definitief te ontsnappen met onder andere Peter Aufschnaiter. Op 17 mei 1944 kwam hij aan in Lhasa en raakte bevriend met de veertiende dalai lama, Tenzin Gyatso, terwijl Aufschnaiter belangrijk cartografisch en geografisch werk over het gebied verrichtte.
Eenmaal terug in Oostenrijk maakte hij een verslag van zijn ervaringen in het boek Zeven jaar in Tibet dat hij publiceerde in 1953. Het boek werd een populair reisboek en werd verfilmd in 1956 en 1997. In 1949 nodigde de dalai lama ook de Amerikaanse publicist Lowell Thomas uit om Tibet te bezoeken. Hij deed deze uitnodiging om wereldwijd sympathie te ontwikkelen voor Tibet, met oog op de op handen zijnde Invasie van Tibet in 1950-1.

## Na 1950
Na de invasie, in 1951, nodigde de Chinese regering tevergeefs verschillende journalisten uit om positief te schrijven over Tibet. Sinds de dood van Mao Zedong in 1976 werd het land steeds meer geopend voor buitenlanders, terwijl tijdens spanningen zoals in 1987-1993 en maart 2008 de grens weer enige tijd dichtging. Tijdens de Olympische Zomerspelen 2008 bleek dat de Volksrepubliek China nog steeds geen geheel vrij verkeer van reizen en journalistiek toestaat in Tibet.

## Filmografie
De ontdekking van telkens weer een nieuw deel van Tibet sprak tot de verbeelding van veel regisseurs. Enkele van die films zijn:
- Lost Horizon (1937 - 1973)
- Seven Years in Tibet (1956 - 1997)
- Tibet: Het verboden koninkrijk (2001)